# Belišće
Belišće  est une ville située en Slavonie, dans le Comitat d'Osijek-Baranja, en Croatie. Au recensement de 2001, la municipalité comptait 11 786 habitants, dont 93,61 % de Croates et la ville seule comptait 7 197 habitants.

## Histoire
La famille Gutmann a eu un impact significatif sur la région de Belišće au XIXe et au XXe siècle. Les forêts de chêne ont été remplacés par des exploitations agricoles et une partie des quartiers ouvriers de Salamon H. Gutmann furent rattachés à Belišće en 1884.

## Économie
Les principales activités de la ville sont liées à l'exploitation forestière, au traitement du bois mais aussi à l'industrie du métal et des produits chimiques.

## Localités
La municipalité de Belišće compte neuf localités :
| - Belišće - Bistrinci - Bocanjevci - Gat - Gorica Valpovačka | - Kitišanci - Tiborjanci - Veliškovci - Vinogradci |

## Personnalités
Matija Ljubek (1953-2000), double champion olympique en canoë.